# Сценограф
Сценограф је стваралац и реализатор ликовне опреме представе. Он, у сарадњи са редитељем, доноси идејно решење за ликовно осмишљавање сценског простора при чему брине и о целокупно ликовно обликовање сценског простора се назива сценографија.